# سرت را بدزد، احمق!
سرت را بدزد، احمق! (به انگلیسی: Duck, You Sucker!) یا یک مشت دینامیت (به انگلیسی: A Fistful of Dynamite) فیلمی به سبک وسترن اسپاگتی محصول سال ۱۹۷۱ ایتالیا به کارگردانی سرجو لئونه است. راد استایگر و جیمز کابرن در این فیلم به ایفای نقش می‌پردازند.
این فیلم که بر بستر انقلاب مکزیک روایت می‌شود، دومین نسخه از سه‌گانهٔ غیررسمی سرجو لئونه به‌شمار می‌رود؛ فیلم اول روزی روزگاری در غرب و فیلم آخر روزی روزگاری در آمریکا بود که ۱۳ سال بعد منتشر شد. این فیلم، که آخرین فیلم وسترن لئونه به‌حساب می‌آید، از دید برخی به‌عنوان یکی از نادیده‌انگاشته‌شده‌ترین فیلم‌های لئونه لقب گرفته‌است.

## خلاصه داستان
سال ۱۹۱۳. «خوان میراندا» (استایگر)، دهقان مکزیکی، با پدر و شش فرزندش به راهزنی روی می‌آورَد. آنان به «شان مالوری» (کوبرن)، متخصص انفجار ایرلندی، برمی‌خورند و «خوان» فکر می‌کند که با کمک «شان» می‌تواند به آرزوی قدیمی‌اش، یعنی سرقت از بانک ملی شهر مِسا وِرده، برسد….